# Paulia horrida
Paulia horrida is een zeester uit de familie Asterodiscididae.
De wetenschappelijke naam van de soort werd in 1840 gepubliceerd door John Edward Gray.